# Volkswagen Passat Lingyu
Volkswagen Passat Lingyu är en kinesisk mellanstor bil som är producerad av Volkswagen tillsammans med deras samriskföretag Shanghai Volkswagen vid deras fabriker i Anting och Nanjing.

## Överblick
Lingyu presenterades i november 2005 och ersatte den äldre Volkswagen Passat (B5) som såldes internationellt. Den är baserad på samma plattform som Škoda Superb I men med lyxigare utrustningsnivåer. År 2009 så blev den ersatt av en variant med nyare design med namnet Volkswagen Passat New Lingyu.

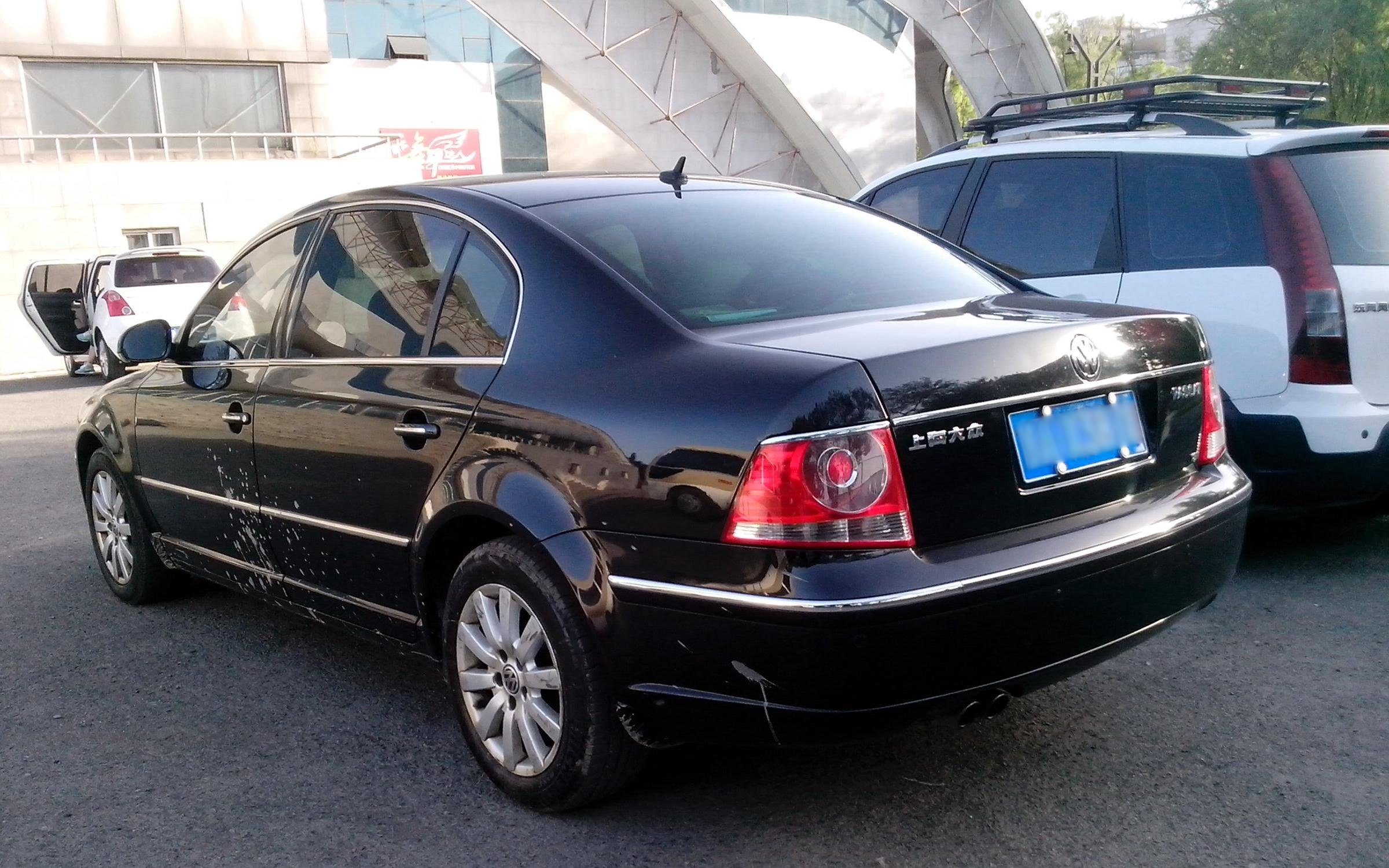
2005–2009 Passat Lingyu, vy bakifrån.

Passat Lingyu erbjöds i följande varianter med olika utrustningsnivåer: Standard, Luxury, VIP och Flagship. Standardversionen hade en 4-cylindrig motor med en cylindervolym på 1984 cc och en effekt på 85 kW. Luxury- och VIP-versionerna hade en motor utrustad med turbo med en cylindervolym på 1781 cc och en effekt på 110 kW. Flagship-versionen var toppmodellen av alla Lingyu-modeller och hade en V6-motor med en cylindervolym på 2271 cc och en effekt på 140 kW.
Bilen var designad av den turkiska bildesignern Murat Günak.

## Mindre designförändring 2009
En modell Passat New Lingyu med mindre designförändringar, en så kallad facelift-version, lanserades 2009 och ersatte den tidigare Volkswagen Passat Lingyu. Passat New Lingyu erbjöds i följande varianter med olika utrustningsnivåer Zenjie, Zenping, Zenxiang, Zhizen and Zenshi.

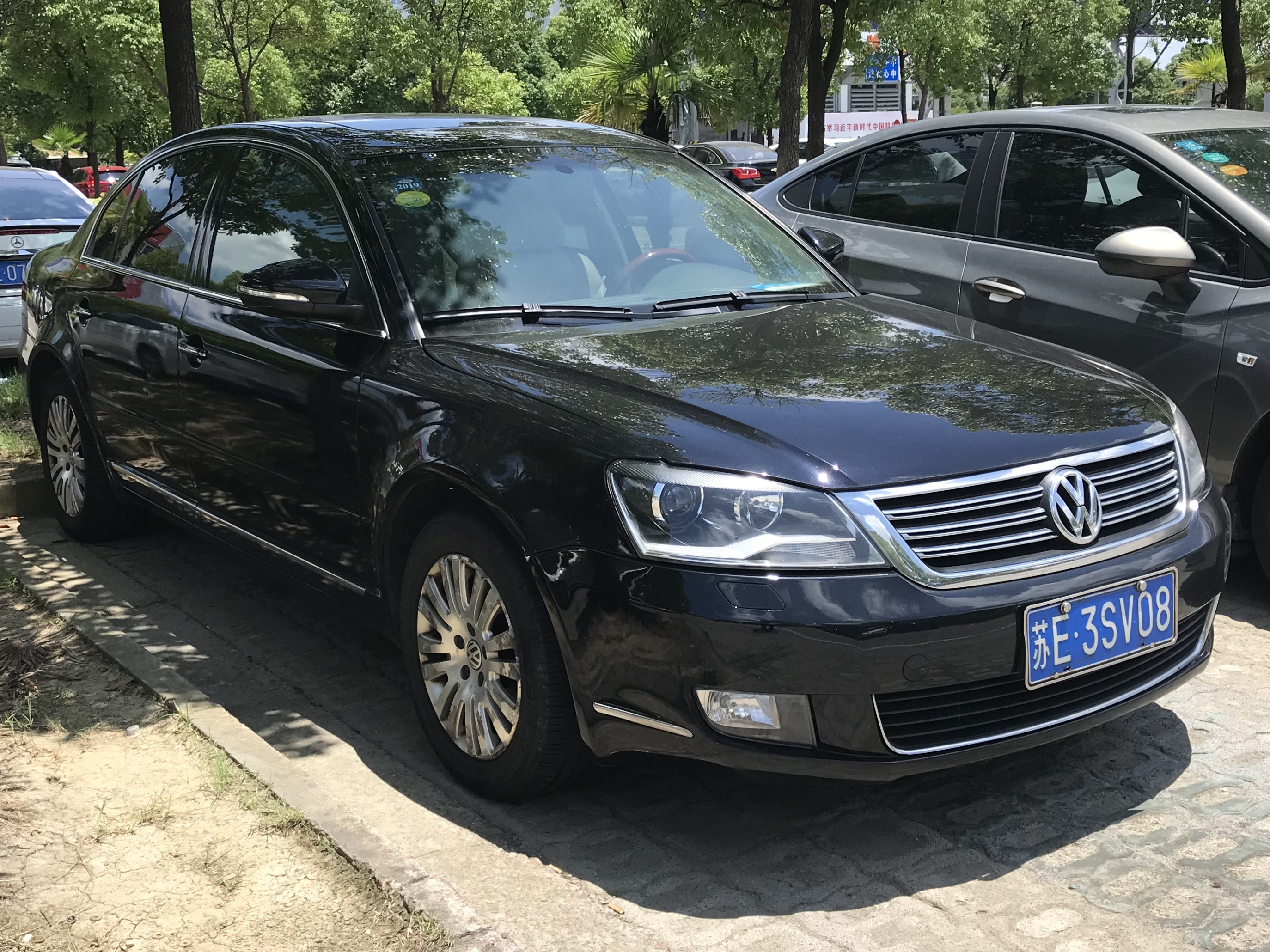
Passat New Lingyu, vy framifrån.

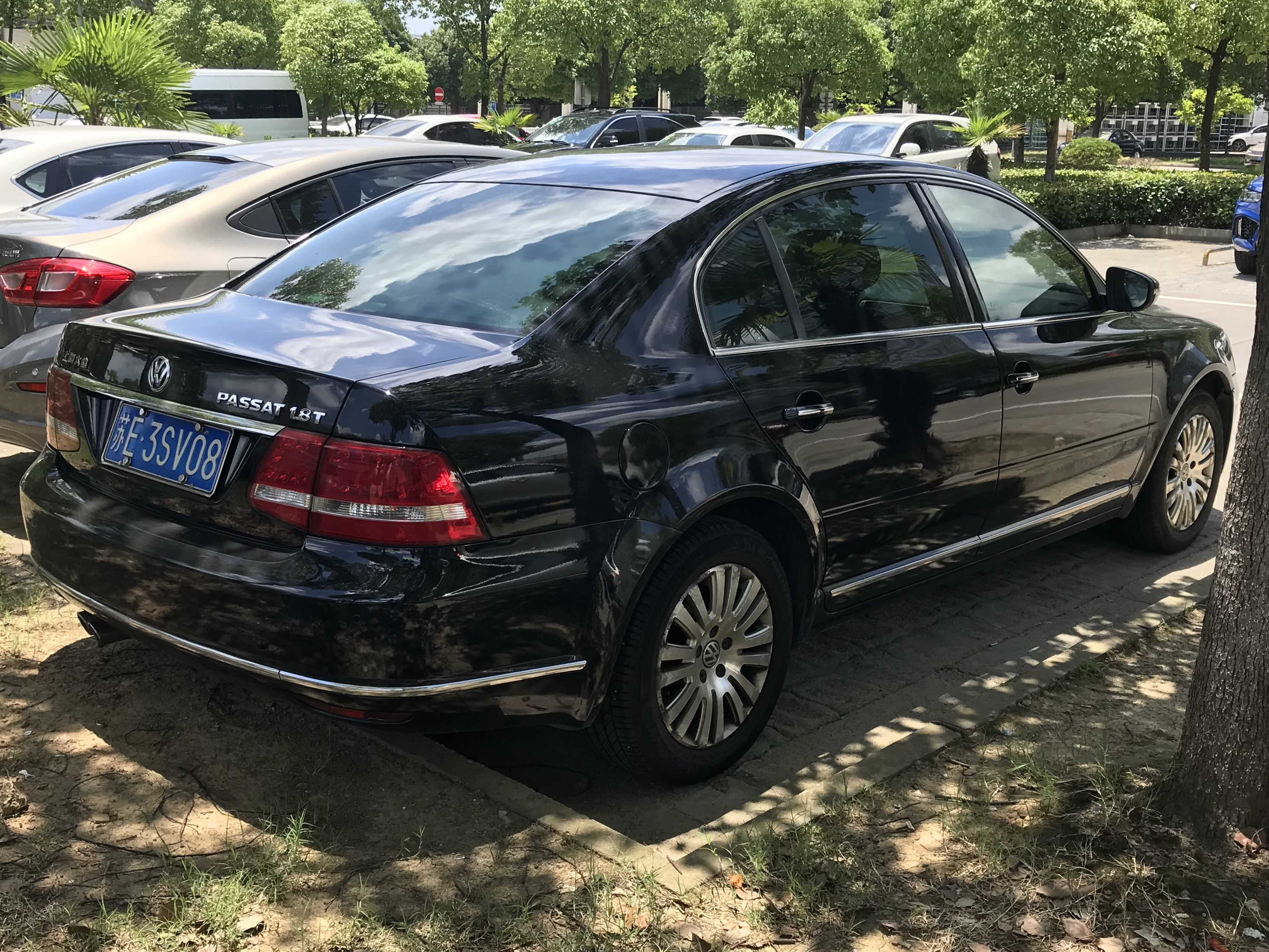
Passat New Lingyu, vy bakifrån.

Följande motorer erbjöds: 1984 cc (85 kW), 1781 cc (110 kW) samt 2771 cc (140 kW).
Passat New Lingyu ersattes av Volkswagen Passat NMS i april 2011.